# Trans-Afrikaanse weg 6
De Trans-Afrikaanse weg 6 (Engels: Trans-African Highway 6) is volgens het Trans-Afrikaanse wegennetwerk de route tussen Ndjamena en Djibouti. De route doorkruist de oostelijke Sahel en heeft een lengte van 4.219 kilometer.

## Route
De weg begint in Ndjamena, de hoofdstad van Tsjaad. Daarna loopt de weg naar het oosten, richting de grens met Soedan. De weg loopt daarna door het zuiden van Soedan en sluit ten zuiden van de hoofdstad Khartoem aan op de Trans-Afrikaanse weg 4. Vanaf hier volgt een dubbelnummering tot de stad Gondar in Ethiopië. In Gondar loopt de Trans-Afrikaanse weg 4 verder naar het zuiden en de Trans-Afrikaanse weg 6 naar het oosten, naar de grens met Djibouti om te eindigen in de hoofdstad Djibouti.

## Nationale wegnummers
De Trans-Afrikaanse weg 6 loopt over de volgende nationale wegnummers, van west naar oost:
| Nummer            | Tracé                |
| Tsjaad            | Tsjaad               |
| ----------------- | -------------------- |
| Geen wegnummering |                      |
| Soedan            |                      |
| A5                | Tsjaad - Al-Fashir   |
| B4                | Al-Fashir - El Obeid |
| ?                 | El Obeid - Ethiopië  |
| Ethiopië          |                      |
| ?                 | Soedan - Dessie      |
| 2                 | Dessie - Dedai       |
| 18                | Dedai - Djibouti     |
| Djibouti          |                      |
| N1                | Ethiopië - Djibouti  |

1 · 
2 · 
3 · 
4 · 
5 · 
6 · 
7 · 
8 · 
9